# Динамо (футбольный клуб, Кашира)
«Динамо» — советский футбольный клуб из Каширы. Основан в 1977 году. Выступал во второй лиге СССР (1-я зона) в 1982—1985 годах. В составе команды проходили стажировку многие воспитанники СДЮШОР «Динамо» Москва.
В 1986 году по решению ЦС «Динамо» место каширского «Динамо» заняла команда «Динамо-2» Москва.

## Результаты выступлений
| Год  | Дивизион/Лига | Зона   | Место    | И  | В  | Н  | П  | М     | О  |
| ---- | ------------- | ------ | -------- | -- | -- | -- | -- | ----- | -- |
| 1982 | Вторая лига   | 1 зона | 10 из 16 | 30 | 9  | 9  | 12 | 34-40 | 27 |
| 1983 | Вторая лига   | 1 зона | 9 из 16  | 30 | 13 | 4  | 13 | 40-37 | 30 |
| 1984 | Вторая лига   | 1 зона | 11 из 17 | 32 | 13 | 6  | 13 | 41-41 | 32 |
| 1985 | Вторая лига   | 1 зона | 15 из 17 | 32 | 5  | 11 | 16 | 31-57 | 21 |

## Достижения
- Во второй лиге СССР — лучший результат — 9 место в зональном турнире (1983).
- Обладатель Кубка Московской области (1979, 1980)[2].
- Второй призёр чемпионата Московской области (1979)
- Третий призёр чемпионата Московской области (1981)

## Известные тренеры
- Батанов, Борис Алексеевич;
- Иванов, Вадим Геннадьевич;
- Терентьев, Виктор Васильевич;
- Кесарев, Владимир Петрович.

## Известные игроки
- Атаулин, Ренат Нурулаевич;
- Бодак, Сергей Степанович;
- Иванов, Олег Викторович;
- Иванов, Юрий Игоревич;
- Кульков, Василий Сергеевич;
- Мехов, Олег Иванович;
- Морозов, Алексей Славиевич;
- Морозов, Олег Славиевич;
- Никулин, Сергей Николаевич;
- Пышкин, Виктор Львович.